# تجمع مصفوفة غاوسية
في نظرية المصفوفات العشوائية, تكون تجمعات مصفوفة غاوسية (بالإنجليزية: Gaussian matrix ensemble)‏ عبارة عن مقاييس غاوسية في فضاء لمصفوفات الهرميتية T,
و التي يتم الحصول عليها بواسطة مضاعفة مقياس الانتقال-اللامتغير بالدالة الغاوسية exp(Tr(T2)). هناك ثلاثة أمثلة رئيسية وهي التجمع التعامدي الغاوسي Gaussian orthogonal ensemble على لمصفوفات الهرميتية الحقيقية، و التجمع الوحدوي الغاوسي Gaussian unitary ensemble على المصفوفات الهرميتية المعقدة، و التجمع السمبلكتي الغاوسيGaussian symplectic ensemble على المصفوفات الهرميتية الرباعية quaternionic.
تحكم توزيع تراسي–وايدوم Tracy–Widom distribution توزيع أكبر قيمة ذاتية (خاصة) لمصفوفة عشوائية في التجمع الوحدوي الغاوسي. على أية حال، لدى الكائنات الرياضياتية الأخرى أيضاً نفس التوزيع; على سبيل المثال، أنها تقدم حدود التوزيع على طول المتسلسلات الزيادة الأطول longest increasing subsequence للمتسلسلات العشوائية (Baik, Deift & Johansson 1999).